# Hernádvécse
Hernádvécse este un sat în districtul Encs, județul Borsod-Abaúj-Zemplén, Ungaria, având o populație de 1.057 de locuitori (2011). 

## Demografie
Componența etnică a satului Hernádvécse
     Maghiari (67,45%)
     Romi (32,55%)
Componența confesională a satului Hernádvécse
     Romano-catolici (59,89%)
     Greco-catolici (5,68%)
     Reformați (3,41%)
     Luterani (1,42%)
     Necunoscută (29,14%)
     Fără religie (0,47%)
     Alte religii (2,27%)
Conform recensământului din 2011, satul Hernádvécse avea 1.057 de locuitori. Din punct de vedere etnic, majoritatea locuitorilor (67,45%) erau maghiari, cu o minoritate de romi (32,55%).  Din punct de vedere confesional, majoritatea locuitorilor (59,89%) erau romano-catolici, existând și minorități de greco-catolici (5,68%), reformați (3,41%) și luterani (1,42%). Pentru 29,14% din locuitori nu este cunoscută apartenența confesională.